# Markazi (tỉnh)
Tỉnh Markazi (tiếng Ba Tư: استان مرکزی, Ostān e-Markazi) là một trong 31 tỉnh của Iran. Tỉnh Markazi nằm ở miền tây Iran. Tỉnh lỵ nó là Arak. Dân số của tỉnh ước tính khoảng 1,35 triệu người. Tỉnh với ranh giới như ngày nay bắt đầu từ những năm 1980, khi tỉnh được chia thành tỉnh Markazi hiện tại và tỉnh Tehran, với các phần được sáp nhập vào Esfahan, tỉnh Semnan và Zanjan.
Các thành phố chính của tỉnh là: Saveh, Arak, Mahallat, Zarandiyeh, Khomein, Delijan, Tafresh, Ashtian, và Shazand (trước đây được biết đến như Sarband)
Tỉnh Markazi là một phần của đế chế Media trong thiên niên kỷ đầu tiên trước Công nguyên, trong đó bao gồm tất cả các bộ phận trung tâm và phía tây của Iran hiện đại. Khu vực này được coi là một trong các khu định cư cổ đại trên cao nguyên Iran. Nhiều di tích còn lại làm chứng cổ xưa của khu vực này.
Trong thời gian đầu thế kỷ Hồi giáo, tên của khu vực này đã được thay đổi thành Jabal hoặc Qahestan. Đến đầu thế kỷ thứ 10, Khorheh đã trở thành một thành phố nổi tiếng của tỉnh Jabal, theo sau bởi Tafresh và Khomein.
Trong thời gian gần đây, việc mở rộng tuyến đường sắt Bắc-Nam (thường được gọi là Hành lang Ba Tư) và thiết lập các ngành công nghiệp lớn đã giúp thúc đẩy sự phát triển trong khu vực.
Nhiều nhân vật trong lịch sử Iran dấu vết khởi đầu của họ tại tỉnh này. cụ thể là: Mirza Abulqasem Qaem Maqam, Abbas eqbal Ashtiani, Mirza Taqi Khan Amir Kabir, Qaem Maqam Farahani, Mahmoud Hessabi, Ayatollah Khomeini, Ayatollah Araki, và nhiều người khác.